# Terézia Mora
Terézia Mora (ur. 5 lutego 1971 w Sopron) – niemiecka pisarka węgierskiego pochodzenia. Także autorka scenariuszy filmowych i tłumaczka.
Od 1990 mieszka w Berlinie. Studiowała teatrologię oraz hungarystykę na Uniwersytecie Humboldta. Pracowała jako scenarzystka filmowa i telewizyjna. Od 1998 poświęciła się pisarstwu.
Pisze w języku niemieckim. Jest autorką tomu opowiadań Osobliwa materia oraz powieści Alle Tage opublikowanej w Polsce pod tytułem Każdego dnia przez Wydawnictwo Czarne. Bohaterem Każdego dnia jest Abel Nema, uchodźca z Bałkanów mówiący 10 językami. Meandrycznie zbudowana książka odtwarza skomplikowane koleje jego życia na obczyźnie.

## Proza
- Osobliwa materia (Seltsame Materie) (1999)
- Każdego dnia (Alle Tage) (2004)